# Armênio ocidental
O armênio ocidental (em armênio/arménio: Արեւմտահայերէն; romaniz.: Arevmdahayeren) é uma das duas formas padronizadas do armênio moderno, sendo a outra o armênio oriental. É baseado principalmente no dialeto armênio de Istambul, ao contrário do armênio oriental, que é baseado principalmente no dialeto armênio de Ierevã.
Até o início do século XX, vários dialetos armênios ocidentais eram falados no Império Otomano, predominantemente nas regiões historicamente povoadas por armênios da Armênia Ocidental. As variedades dialetais do armênio ocidental atualmente em uso incluem o Hemichi, falado pelos povos Hemichis; os dialetos dos armênios em Kessab, Lataquia e Jisr al-Shughur na Síria, Anjar no Líbano e Istambul e Vakıflı, na Turquia (parte do dialeto "Sueidia"). Os dialetos de Sassúnia e Muxe também são falados em vilas armênias modernas, como Bazmaberd e Sasnashen. O dialeto cilício também é falado em Chipre, onde é ensinado em escolas armênias (Nareg), e é a primeira língua de cerca de 3.000 pessoas de ascendência armênia.
Formas do Dialeto de Carim do armênio ocidental são faladas por centenas de milhares de pessoas no norte da Armênia, principalmente em Guiumri, Artique, Acuriã e cerca de 130 aldeias na província de Xiraque, e por armênios na província de Mesquécia-Javaquécia da Geórgia (Akhalkalaki, Akhaltsikhe).
Uma língua majoritariamente diaspórica e que não é uma língua oficial de nenhum estado, o armênio ocidental enfrenta a extinção, pois seus falantes nativos perdem a fluência no armênio ocidental em meio a pressões para se assimilarem em seus países anfitriões. De acordo com o Ethnologue, há 1,58 milhões de falantes nativos do armênio ocidental, principalmente na Turquia, Armênia, Geórgia, Líbano e Iraque. A língua é classificada como 6b (ou seja, ameaçada, com interrupções na transmissão intergeracional).

## Classificação
O armênio ocidental é uma língua indo-europeia pertencente ao ramo armênio da família, ao lado do armênio oriental e clássico. De acordo com Glottolog, Antioquia, Artial, Ásia Menor, Bolu, Hemichi, Cilícia, Muxe-Tigranakert, Stanoz, Vã e Yozgat são os principais dialetos do armênio ocidental.
O armênio oriental e o armênio ocidental são, na maior parte, mutuamente inteligíveis para usuários educados ou alfabetizados do outro, enquanto usuários analfabetos ou semianalfabetos de registros mais baixos de cada um podem ter dificuldade em entender a outra variante. Uma diferença fonológica é que as oclusivas sonoras no armênio oriental são surdas no armênio ocidental.

## Nota
1. ↑  Pronunciado Arevmtahayeren [ɑɾɛvmətɑhɑjɛˈɾɛn] em armênio oriental e escrito em armênio oriental na ortografia reformada.
2. ↑  Assim, ainda hoje o dialeto Erzerum é amplamente falado nos distritos mais ao norte da república armênia, bem como nos distritos de Akhalkalak (Javakheti; Javakhk) e Akhaltskha (Akhaltsikh) do sul da Geórgia.